# Новицкий, Иван Эдуардович
Иван Эдуардович Новицкий (11 июня 1953, Ростов-на-Дону — не ранее осени 2001 года) — российский поэт.

## Биография
Родился 11 июня 1953 года в Ростове-на-Дону. Мать — Эльфрида Павловна Новицкая, ростовская артистка и художница-примитивистка, известная среди ростовского андеграунда домашним салоном, т. н. «четвергами» и эксцентрической ролью в клипе «Резиновые ноги» группы «Пекин Роу-Роу» (авторы — Сергей Тимофеев и Кирилл Серебренников). Детство провел в г. Ургенч Хорезмской области Узбекской ССР. Родители были в разводе, мама работала в школе, отец в проектном институте. Иваном его назвали в честь деда, добровольцем ушедшим на ВОВ. Некрасов Иван Тимофеевич попав в окружение написал последнее письмо жене с завещанием, поднять сыновей и назвать внуков своими именами.
Учился в Литературном институте им. А. М. Горького, куда поступал ежегодно 16 лет подряд, сразу после окончания школы в 1970 году.
Автографом Ивана Новицкого — он же логотип для изданий — было имя ИВАН с перевернутой буквой А и точкой под ней (ИВ∀̥Н). Иван Новицкий категорически не принимал и не терпел иного обращения к себе по имени, кроме как «Иван», при попытках называть его иными формами этого имени, широко применяемыми в народе, всегда поправлял обращающихся к нему людей. Иван Новицкий был очень бережен и чуток к слову, умел «проникать» в суть русских слов, в их корни.
Иван Новицкий пропал без вести не ранее осени 2001 года, поскольку именно в эту пору имел место факт его кратковременного пребывания в городе Липецке, где он посещал своих знакомых, приятелей; в частности навестил полиграфический комплекс (ул. Московская, 83).  Сведений о его дальнейшей судьбе нет. Официально считается погибшим.

## Книги Ивана Новицкого
- Иван Новицкий. … а я ещё живу! — Л.: 1989. — 16 с.
- Иван Новицкий. 1937? Расстрел. / Первая книга стихотворений. — М.: Эфа, 1990. — 9 с.
- Иван Новицкий. Дом № 103 (Ростовская Лирика). — Ростов-на-Дону: — Минск: НиЗ, 1995. — 16 с.

## Цитаты
- «В конце 80-х — начале 90-х его часто можно было встретить в Москве — в общежитии Литинститута, редакции „Гуманитарного фонда“, читающим вслух стихи на Арбате или продающим свою самиздатскую продукцию вперемежку со всякой книжной и газетной всячиной в переходе на „Пушкинской“… Насколько я знаю, он фактически бомжевал, и вид у него был соответствующий, тем не менее он — тяжёлый в общении, кажется, всегда пьяный, безумный, зачастую со следами побоев на лице — производил впечатление весёлого, энергичного и невероятно довольного жизнью человека. В конце 90-х он пропал без вести. Просто исчез и всё. По некоторым сведениям, последний раз его видели в Волгограде, где он будто бы работал в редакции какой-то газеты» — Герман Лукомников, 2008.
- «Иван Новицкий читал на Арбате стихи. Познакомился с поэтом из ФРГ. Стали разговаривать — нашли знакомых в Берлине, Лос-Анджелесе и Ростове. — Та, та, тесен мир, — стал говорить немец. — Это не мир тесен! — закричал на него Иван. — Это прослойка узкая!» — Айдар Хусаинов, 2009.
- Иван с присущим ему юмором острослова-каламбуриста часто задавал вопрос о творческих и просто публичных личностях, — «Известен, но не знаменит или знаменит, но неизвестен?».

## Семья
- Новицкая, Эльфрида Павловна (1932—2012) — российская художница, работающая в стиле наивного искусства, поэтесса, одна из ключевых фигур андеграунда Ростова-на-Дону второй половины XX века[2].Отец-Некрасов Эдуард Иванович-архитектор